# Định tuổi bằng carbon-14
Định tuổi bằng carbon-14 (còn gọi là định tuổi bằng carbon phóng xạ hay đơn thuần là định tuổi bằng carbon) là phương pháp lợi dụng các thuộc tính của đồng vị carbon-14 – một đồng vị carbon có tính phóng xạ – nhằm xác định niên đại của các cổ vật có chất liệu hữu cơ.
Phương pháp định tuổi carbon được phát triển bởi Willard Libby tại Đại học Chicago vào những năm 1940. Ông đã dựa điều này trên quan sát rằng, carbon phóng xạ (14
C) liên tục được tạo ra khi các tia vũ trụ tiếp xúc với nitơ trong bầu khí quyển Trái Đất. Các nguyên từ 14
C được tạo ra từ đó lại tiếp tục phản ứng với oxy trong bầu khí quyển để hình thành nên carbon dioxide. Thực vật hấp thụ phân tử có kèm 14
C này thông qua quang hợp, rồi truyền sang động vật khi chúng ăn thực vật. Động vật và thực vật ngừng trao đổi carbon với môi trường bên ngoài khi chúng chết đi, khiến lượng 14
C ban đầu trong cơ thể chúng dần giảm sút đồng thời với quá trình phân rã phóng xạ của 14
C. Điều này nghĩa là từ việc đo đạc lượng 14
C trong một mẫu thực vật hoặc động vật chết, ví dụ như mảnh gỗ hoặc mảnh xương, ta có thể lấy được thông tin về niên đại sống của sinh vật ấy. Ngoài ra, điều này cũng có nghĩa là mẫu vật càng cổ thì lượng 14
C bên trong nó càng ít. Vì thời gian bán rã của 14
C chỉ vào khoảng 5.730 năm, niên đại cổ nhất mà phương pháp này có thể phát hiện là xấp xỉ 50.000 năm trước. Libby đã nhận Giải Nobel Hóa học vào năm 1960 nhờ công trình khoa học cực kỳ quý giá này.

## Nền tảng

### Lịch sử
Năm 1939, Martin Kamen và Samuel Ruben thuộc Phòng thí nghiệm Quốc gia Lawrence Berkeley đã bắt đầu thí nghiệm để xem xét rằng, liệu các nguyên tố thường xuất hiện ở vật chất hữu cơ có sở hữu các đồng vị với chu kỳ bán rã đủ lâu để có thể được vận dụng trong nghiên cứu y sinh hay không. Họ tổng hợp 14
C bằng máy gia tốc cyclotron của phòng thí nghiệm và khám phá ra rằng chu kỳ bán rã của 14
C dài hơn những gì bấy lâu vẫn lầm tưởng. Serge A. Korff, bấy giờ đang công tác tại Viện Franklin ở Philadelphia, ngay sau đó đã suy đoán rằng sự tương tác giữa neutron nhiệt và 14
N ở thượng tầng khí quyển sẽ tạo ra 14
C. Trước đó thì người ta cho rằng sự sản sinh 14
C chủ yếu thông qua tương tác giữa deuteron và 13
C. Trong Thế chiến II, Willard Libby biết được công trình của Korff và nảy ra ý tưởng vận dụng carbon phóng xạ cho việc xác định niên đại.
Năm 1945, Libby chuyển tới Đại học Chicago, nơi ông bắt đầu nghiên cứu về phương pháp xác định niên đại bằng carbon phóng xạ. Ông đã xuất bản một bài báo vào năm 1946, đề xuất rằng lượng carbon trong vật sống nhiều khả năng chứa cả 14
C lẫn carbon không phóng xạ. Libby và đồng sự tiến hành thu lượm methane từ cống rãnh của khu vực Baltimore, thực hiện làm giàu đồng vị và rốt cuộc đã chứng minh được sự hiện diện của 14
C trong mẫu. Trái lại, methane từ xăng dầu không có hoạt động phóng xạ carbon bởi vì niên đại đã rất cổ. Kết quả được tổng kết trong một bài đăng trên tập san Science vào năm 1947, trong đó các tác giả khẳng định ta có thể xác định được niên đại của các cổ vật mà có chứa carbon bắt nguồn từ chất hữu cơ.
Libby và James Arnold đã thử nghiệm lý thuyết định tuổi bằng carbon phóng xạ bằng cách phân tích các mẫu vật mà đã biết niên đại. Ví dụ được họ kiểm tra là các mẫu lấy từ lăng mộ của hai vị vua Ai Cập, Zoser và Sneferu, trước đó đã được định niên đại độc lập về khoảng 2.625 TCN cộng trừ 75 năm; định tuổi lại các mẫu này bằng carbon phóng xạ cho ra kết quả là 2.800 TCN cộng trừ 250 năm. Các kết quả được đăng trên Science vào tháng 12 năm 1949. Trong vòng 11 năm sau phát hiện lớn này, hơn 20 phòng nghiên cứu về định niên đại bằng carbon phóng xạ đã được thành lập trên khắp thế giới. Năm 1960, Libby được trao tặng Giải Nobel Hóa học cho công trình của ông.

### Chi tiết hóa lý
Ba đồng vị carbon tồn tại trong tự nhiên; hai đồng vị ổn định không phóng xạ là carbon-12 (12
C) và carbon-13 (13
C), và một đồng vị phóng xạ là carbon-14 (14
C), còn gọi là "carbon phóng xạ/radiocarbon". Chu kỳ bán rã của 14
C (khoảng thời gian mà nửa lượng 14
C bất kỳ phân rã) là tầm 5.730 năm, vì vậy nên nồng độ của nó trong khí quyển sẽ giảm sút sau hàng ngàn năm; song trên thực tế thì 14
C liên tục được tạo ra ở tầng bình lưu và tầng đối lưu thượng nhờ chủ yếu vào các tia vũ trụ và ở mức độ thấp hơn là các tia Mặt Trời. Các tia vũ trụ này sinh ra các neutron khi chúng đánh xuyên các nguyên tử nitơ-14 (14
N) trong khí quyển và biến chúng thành 14
C. Phản ứng hạt nhân sau đây sản sinh 14
C:
n + 14
7N
 → 14
6C
 + p
trong đó, n là neutron và p là proton.
Một khi được sản sinh, 14
C nhanh chóng kết hợp với (O) khí quyển để tạo nên (CO) trước tiên, rồi trở thành carbon dioxide (CO
2).
14
C + O
2 → 14
CO + O
14
CO + OH → 14
CO
2 + H
Carbon dioxide sản sinh từ cách này sẽ khuếch tán trong khí quyển, hòa tan vào nước đại dương, và được hấp thụ bởi thực vật thông qua quang hợp. Động vật ăn thực vật, và rốt cuộc khiến 14
C lưu truyền trong toàn bộ sinh quyển. Tỉ lệ 14
C so với 12
C tương đương xấp xỉ 1.25 phần 14
C trên 1012 phần 12
C. Ngoài ra, khoảng 1% nguyên tử carbon là đồng vị 13
C ổn định.
Phương trình thể hiện sự phân rã 14
C là:
14
6C
 → 14
7N
 + e⁻
 + ν
e
Bằng cách phát xạ một hạt beta (tức là một electron, e−) và một electron antineutrino (ν
e), một trong những neutron ở hạt nhân của 14
C sẽ biến đổi thành proton và hạt nhân 14
C thì sẽ biến đổi thành đồng vị ổn định (không phóng xạ) 14
N.

### Nguyên lí
Khi còn sống, động thực vật tồn tại trong trạng thái cân bằng với môi trường xung quanh thông qua quá trình trao đổi carbon với khí quyển hoặc thông qua chế độ hấp thụ dinh dưỡng của chúng. Do vậy, lượng 14
C trong chúng có tương quan với lượng 14
C khí quyển, hoặc đối với trường hợp của động thực vật thủy sinh thì là tương quan với lượng 14
C đại dương. Một khi chết đi, động thực vật ngừng hấp thụ 14
C, nhưng lượng 14
C bên trong vẫn bị phân rã dần, dẫn đến sự sụt giảm tỉ lệ 14
C/12
C ở các di vật bắt nguồn từ chúng. Bởi lẽ 14
C phân rã theo mức nhất định, người ta có thể vận dụng tỉ lệ carbon phóng xạ để xác định niên đại của một vật thể vào thời điểm mà nó ngừng trao đổi carbon với môi trường ngoài – mẫu càng cổ thì lượng 14
C sót lại càng ít.
Phương trình biểu diễn tốc độ phân rã của đồng vị phóng xạ là:
{\displaystyle N=N_{0}\,e^{-\lambda t}\,}
trong đó, N0 là số nguyên tử ban đầu của đồng vị (tại thời điểm t = 0), và  N là số nguyên tử sót lại sau khoảng thời gian t. λ là một hằng số tùy thuộc vào từng đồng vị; hay chính bằng nghịch đảo của chu kỳ sống trung bình – tức là thời gian tồn tại trung bình hoặc kỳ vọng của một đồng vị trước khi nó trải qua quá trình phân rã. Thời gian sống trung bình, ký hiệu là τ, của 14
C là 8.267 năm, vậy nên phương trình trên có thể được viết lại là:
{\displaystyle t=\ln(N_{0}/N)\cdot {\text{8267 năm}}}
Giả thiết tỉ lệ 14
C/12
C ban đầu trong mẫu ngang bằng tỉ lệ trong khí quyển và kết hợp với thông tin đã có về cỡ mẫu, ta có thể tính toán được tổng số nguyên tử trong mẫu, thu được N0, hay số nguyên tử 14
C trong mẫu gốc. Việc đo lường N, hay số nguyên tử 14
C hiện có trong mẫu, cho phép ta tính ra t, hay niên đại của mẫu, bằng cách áp dụng phương trình bên trên.